# The Ladder
Albums de Yes
Open Your Eyes
(1997) House of Yes: Live from House of Blues
(2000)
Singles
1. Homeworld (The Ladder)
Sortie : 1999
2. Lightning Strike
Sortie : 1999
3. If Only You Knew
Sortie : 2000

The Ladder est le dix-huitième album studio de Yes, sorti le 20 septembre 1999. 
C'est le premier de deux albums du groupe avec six musiciens, avec la même formation, l'autre étant le live House of Yes: Live from House of Blues. Il s'est classé 36e au UK Albums Chart et 99e au Billboard 200.

## Histoire
Sur cet album, Billy Sherwood délaisse les claviers pour se concentrer sur la guitare, puisque le claviériste russe Igor Khoroshev a officiellement rejoint le groupe, il est donc maintenant un membre à part entière de Yes. Le multiinstrumentiste canadien Randy Raine-Reusch (en), qui a joué avec Aerosmith  sur leur album (Pump, 1989) ainsi que les Cranberries (To the Faithful Departed, 1996), participe également à l'enregistrement de l'album. Steve Howe joue le koto sur la chanson It Will Be a Good Day (The River), pendant l'introduction, vers le milieu et tout à la fin de la chanson. Il en joue aussi sur une pièce, Moss Garden, de l'album de son fils Dylan Howe Subterranean - New Designs on Bowie's Berlin sortit en 2007, qui reprend en version jazzy des chansons de David Bowie de l'époque de sa trilogie berlinoise. 
Homeworld (The Ladder), le premier titre de l'album et le plus long, se rapporte au jeu Homeworld créé par Sierra Entertainment. Jon Anderson a écrit les paroles en fonction de l'histoire du jeu, dont la bande originale contient cette chanson. Pour la première fois, le groupe fait appel à une section de cuivres les Marguerita Horns, pour la chanson Lightning Strikes, comme Genesis l'avait fait avec les Phenix Horns pour deux chansons, Paperlate et No Reply at All. Et le piccolo au début de cette chanson emprunte la mélodie d'ouverture d'une chanson des Kinks, Phenomenal Cat de l'album The Kinks Are the Village Green Preservation Society. À noter que tous les membres du groupe participent aux chœurs sur l'album, incluant le batteur Alan White ainsi que le claviériste Igor Khoroshev.  
The Messenger est un hommage à Bob Marley. 
La chanson la plus courte de l'album, Can I?, est une relecture de We Have Heaven, parue en 1971 sur l'album Fragile.
Les sessions sont marquées par la mort du producteur de l'album Bruce Fairbairn. Celui-ci a été retrouvé mort par Jon Anderson et la gérante du studio dans sa maison de Vanconver durant la période de mixage de l'album. La cause de sa mort est inconnue.

## Titres
Toutes les chansons sont écrites et composées par Jon Anderson, Steve Howe, Billy Sherwood, Chris Squire, Alan White et Igor Khoroshev.
| No  | Titre                             | Durée |
| --- | --------------------------------- | ----- |
| 1.  | Homeworld (The Ladder)            | 9:32  |
| 2.  | It Will Be a Good Day (The River) | 4:54  |
| 3.  | Lightning Strikes                 | 4:35  |
| 4.  | Can I?                            | 1:32  |
| 5.  | Face to Face                      | 5:02  |
| 6.  | If Only You Knew                  | 5:43  |
| 7.  | To Be Alive (Hep Yadda)           | 5:07  |
| 8.  | Finally                           | 6:02  |
| 9.  | The Messenger                     | 5:13  |
| 10. | New Language                      | 9:19  |
| 11. | Nine Voices (Longwalker)          | 3:21  |

## Musiciens
- Jon Anderson : chant, bâton de pluie, percussions
- Steve Howe : guitares acoustique et électrique, guitare pedal steel, mandoline, koto, chœurs
- Billy Sherwood : guitares rythmiques, tambourins, shakers, chœurs
- Chris Squire : basse, chœur
- Igor Khoroshev : orgue Hammond B3, piano, synthétiseurs, mellotron, chœurs
- Alan White : batterie, percussions, chœurs

### Musiciens additionnels
- Randy Raine-Reusch : Tambûr, guzheng, cymbales ching, Rhombe, didjeridoo, percussions
- Rhys Fulber : boucles
- The Marguerita Horns sur Lightning Strikes :
  - Tom Keenlyside : piccolo, saxophone ténor
  - Tom Colclough : saxophone alto
  - Derry Burns : trompette
  - Rod Murray : trombone
  - Neil Nicholson : tuba